# Respuestas pseudocondicionadas
La respuesta pseudocondicionada es uno de los tres problemas que se experimentan en la medición de la RC(respuesta condicionada). 
También llamadas respuestas beta son respuestas de sensibilización especial al EI(estímulo incondicionado), que aparecen cuando se presenta el EC (estímulo condicionado) por el hecho de haberse presentado con anterioridad el EI aisladamente. En realidad son aumentos, generalmente temporales, de la fuerza de la RC, atribuibles a factores distintos al emparejamiento EC-EI. Por ejemplo, si después de una fuerte descarga eléctrica (EI), se presenta el EC, se podrá observar un aumento en la RC (respuesta que aparece después del condicionamiento EC-EI cuando se presenta el EC ya por sí solo), debido a que se ha producido una mayor sensibilización porque anteriormente se ha presentado un EI fuerte.
- Datos: Q6106516